# Åge Hadler
Åge Hadler, född den 14 augusti 1944 i Bergen, är en norsk före detta orienterare. Han blev världsmästare individuellt då de första mästerskapen anordnades 1966, vann även i stafett 1970 samt individuellt 1972 och tog under karriären även tre VM-brons.